# Styloptera striata
Styloptera striata är en tvåvingeart som beskrevs av Bock 1982. Styloptera striata ingår i släktet Styloptera och familjen daggflugor. Inga underarter finns listade i Catalogue of Life.